# 埃利奥特·迈耶罗维茨
埃利奥特·迈耶罗维茨（英語：Elliot Meyerowitz，1951年5月22日—）是一位美国植物学家和发育生物学家，加州理工學院教授，

## 荣誉
迈耶罗维茨1991年当选美国文理科学院院士，1995年当选美国国家科学院院士，1998年当选美國哲學會会士，1999年任美国遗传学学会会长，2002年当选法国科学院外籍院士，2004年当选英国皇家学会外籍会士。